# Crăești (okręg Kluż)
Crăești – wieś w Rumunii, w okręgu Kluż, w gminie Petreștii de Jos. W 2011 roku liczyła 207 mieszkańców.